# Tobolsk
Tobolsk (tiếng Nga: Тобольск) là một thành phố Nga. Thành phố này thuộc chủ thể Tyumen Oblast. Thành phố có dân số 92.880 người (theo điều tra dân số năm 2002). Đây là thành phố lớn thứ 179 của Nga theo dân số năm 2002.